# Гермашов, Алексей Николаевич
Алексей Николаевич Гермашов (28 сентября 1982, Волгодонск, СССР) — российский футболист, защитник.

## Карьера
Начинал профессиональную карьеру в ФК «Лада» Тольятти, где отыграл два сезона. Потом перешёл в «Балтику», но в середине сезона вновь сменил место работы, оказавшись в клубе Второго дивизиона «Факел». В «Факеле» отыграл полтора года, а затем вернулся в «Ладу», которая вылетела из Первого дивизиона по итогам сезона 2006 года, но Алексей остался в клубе и продолжил выступать во втором дивизионе, в середине сезона перебравшись в клуб Второго дивизиона ульяновскую «Волгу», который выступал в одной зоне с «Ладой». Сезон-2008 провёл в «Носте», которая выступала в Первом дивизионе. В 2010 году перешёл в «Тюмень». Сезон 2011/12 провел в клубе ФНЛ «Торпедо» из Владимира, был капитаном команды. В июне 2012 года подписал контракт с «Факелом».

## Достижения
- Полуфиналист Кубка России: 2002/03[3]
- Победитель зоны «Центр» Второго дивизиона: 2004